# Космос-1914
Космос-1914 је један од преко 2400 совјетских вјештачких сателита лансираних у оквиру програма Космос.
Космос-1914 је лансиран са космодрома Плесецк, СССР, 15. јануара 1988. Ракета-носач Циклон-3 је поставила сателит у орбиту око планете Земље. Маса сателита при лансирању је износила 220 килограма. Космос-1914 је био комуникациони сателит.